# Georges Casolari
Pour les articles homonymes, voir Casolari.
Georges Casolari, né le 5 mai 1941 à Nice (France), mort le 6 octobre 2012 à Monaco, est un footballeur français qui évoluait au poste de défenseur.

## Biographie
Né à Nice, c'est pourtant à Monaco que Casolari jouera. Formé sur le rocher, arrière droit de métier, il restera toute sa carrière à l'ASM. 
Il sera titulaire de 1963 à 1969, mais c'est de 1959 à 1970 qu'il portera le maillot rouge et blanc. Il fait partie des rares joueurs à avoir porté plus de 200 fois le maillot princier.

## Palmarès
- Champion de France : 1961, 1963
- Vainqueur de la Coupe de France : 1963
- 3 sélections en équipe de France A (1963-1964)